# Canterbury Golf Club
De Canterbury Golf Club is een golfclub in de Verenigde Staten. De club werd opgericht in 1921 en bevindt zich in Beachwood, Ohio. De club beschikt over een 18-holes golfbaan en werd ontworpen door de golfbaanarchitect Herbert Strong.

## Golftoernooien
Het eerste major dat de club ontving was het US Open waar Lawson Little won, in 1940. De club ontving in de volgende decennia andere toernooien waaronder het US Amateur en het US Senior Open.
- Western Open: 1932 & 1937[1]
- US Open: 1940 & 1946[1][4]
- US Amateur: 1964 & 1979[1]
- Senior Tournament Players Championship: 1983-1986[1]
- US Senior Open: 1996[1]
- Senior PGA Championship: 2008[1]